# Ахатов, Искандер Шаукатович
Искандер Шаукатович Ахатов  (род. 18 августа 1956, Уфа, РСФСР, Башкирская АССР, СССР) — американо-российский учёный физик-механик. Специалист в области гидродинамики и механики многофазных систем.

## Биография
Ахатов Искандер Шаукатович родился 18 августа 1956 года в г. Уфе в семье инженера-нефтяника СССР Ахатова Шауката Нурлигаяновича и Раузы (Розы) Абдулловны Сайдашевой, заслуженного юриста РСФСР.
В 1979 году окончил физический факультет и в 1983 году аспирантуру механико-математического факультета Московского государственного университета имени М. В. Ломоносова. Доктор физико-математических наук (1991), профессор (1992), заслуженный деятель науки Республики Башкортостан (2001), член-корреспондент АН Республики Башкортостан (2002).
Ассистент (1983—1985), доцент (1985—1990), профессор и заведующий кафедрой (1991—2001) Башкирского государственного университета. Заведующий лабораторией (1994—2000) и директор (2000—2003) Института механики УНЦ РАН. Одновременно в 1993—2000 годах — заместитель председателя УНЦ РАН. Работал приглашённым профессором в Геттингенском университете (Германия, 1993—2000), Бостонском университете (США, 1999), Ренсселаирском университете (США, 2001—2002), университете Прованса (Франция, 2008).
Эмигрировал со всей семьёй в США, где занял позицию доцента (associate professor) университета штата Северная Дакота (США, 2003—2014). С 2014 года получил приглашение вернуться в Россию на позицию директора Центра Нефти и Газа в Сколковском Институте науки и технологий, в этом же году покинул должность директора центра нефти и газа и перешёл на должность профессора и директор Центра технологий материалов Сколковского института науки и технологий. В 2023 году, в связи с внесением Сколтеха в американский SDN лист, прекратил работу в Сколковском Институте науки и технологий и с 2023 года перешёл на пост заведующего кафедрой медицинской физики с курсом информатики Башкирского государственного медицинского университета (БГМУ) , с 2023 по 2024 годы заведующий кафедрой медицинской физики и проректор по научной и международной деятельности Башкирского государственного медицинского университета
Специалист в области гидродинамики многофазных систем, нелинейной динамики и акустики, и их приложений для решения задач технологий материалов, энергетики и биомедицины. Внес вклад в развитие теории конвективного горения и детонации порошкообразных топлив; нелокальных симметрий дифференциальных уравнений гидродинамики сложных жидкостей; самоорганизации и сонолюминесценции кавитационных пузырьков в акустических полях; нелинейного взаимодействия акустических волн в пузырьковых системах; фокусирования аэрозольных пучков в микрокапиллярах и их применения в микроэлектронике. В последние годы автор многочисленных работ в области технологий материалов: полимерных композитных материалов, аддитивных технологий и функциональных покрытий.
Автор более 200 научных публикаций (по SCOPUS, на 16 апреля 2022, 220 публикаций, цитируемость 2841, индекс Хирша 24). Среди его учеников 15 кандидатов наук, работающих в России и за рубежом. Член Американского акустического общества, Американского физического общества и Американского общества механических инженеров. Лауреат Премии комсомола Башкирского обкома ВЛКСМ имени Г. Саляма в области науки, техники и производства (1985); Заслуженный деятель науки Республики Башкортостан (2001); Победитель международного конкурса на получение грантов (мегагрантов) Правительства РФ для государственной поддержки научных исследований, проводимых под руководством ведущих ученых в российских образовательных учреждениях высшего профессионального образования (2010—2014); Почетный доктор Башкирского государственного университета (2016); Орден Салавата Юлаева республики Башкортостан (2020).

## Семья
Жена, Ахатова (Янбекова) Гузель Рамазановна (гражданство США, Россия), по специальности — биолог. Дочь, Ахатова Аделя Искандеровна (гражданство США), окончила Корнеллский университет (США). Сын, Ахатов Рауль Искандерович, 2005 г.р.(гражданство США).